# اختراع الهاتف

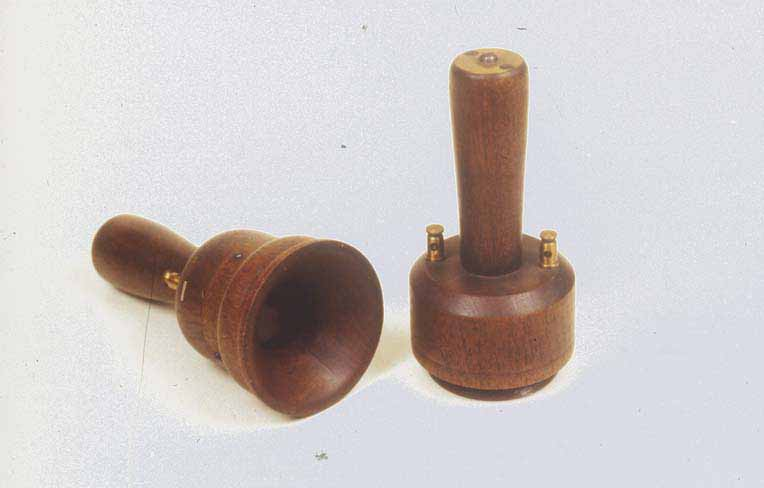
هاتف ميتوشى.

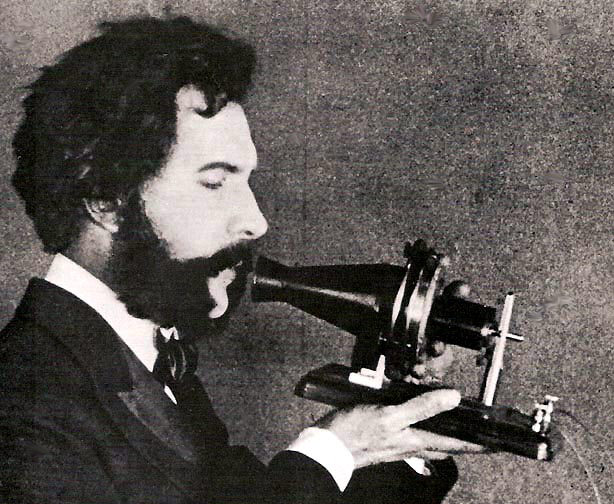
فنان يرسم ألكساندر جراهام بيل يتحدث إلى هاتف نموذجي مبكر

كان اختراع الهاتف تتويجا للعمل الذي قام به العديد من الأفراد، وأدى إلى مجموعة من الدعاوى القضائية المتعلقة بمطالبات براءات عدة أفراد وشركات عديدة. اخترع أول هاتف عن طريق أنطونيو ميوتشي، ولكن ألكساندر جراهام بيل يُعزى إليه الفضل في تطوير أول هاتف عملي.

## التنمية في وقت مبكر
يعود مفهوم الهاتف إلى سلسلة الهاتف أو هاتف الحبيب الذي كان معروفًا منذ قرون، ويتضمن الديافراغم متصلان بسلسلة أو سلك مشدود. تُحمل الموجات الصوتية كذبذبات ميكانيكية على طول السلسلة أو السلك من غشاء إلى آخر. المثال الكلاسيكي هو هاتف صفيحة القصدير، وهي لعبة للأطفال مصنوعة عن طريق توصيل طرفي الخيط بأسفل العلب المعدنية أو الأكواب الورقية أو أشياء مماثلة. كانت الفكرة الأساسية لهذه اللعبة هي أن الحجاب الحاجز يمكنه جمع الأصوات الصوتية من الهواء، كما هو الحال في الأذن، ويمكن لسلسلة أو سلك نقل هذه الموجات الصوتية المجمعة لإعادة إنتاجها عن بُعد. نشأت إحدى السلائف لتطوير الهاتف الكهرومغناطيسي في عام 1833 عندما اخترع كارل فريدريش غاوس وويلهيلم إدوارد ويبر جهازًا كهرومغناطيسيًا لنقل الإشارات التلغرافية في جامعة غوتنغن في ولاية سكسونيا السفلى، مما ساعد على إنشاء الأساس للتكنولوجي الذي استخدم لاحقا في أجهزة الاتصالات السلكية واللاسلكية المماثلة. يُعتقد أن اختراع غاوس وويبر هو أول برقية كهرمغنطيسية في العالم.

### صفحة تشارلز جرافتون
في عام 1840، مرّ الأمريكي Charles Charles Grafton Page تيارًا كهربائيًا عبر لفائف من الأسلاك موضوعة بين أقطاب مغناطيس حدوة الحصان. لاحظ أن توصيل التيار وفصله تسبب في صوت رنين في المغناطيس. ودعا هذا التأثير «الموسيقى جلفاني».

### إنوسينزو مانزيتي
نظر إنوسينزو مانزيتي في فكرة الهاتف في وقت مبكر من عام 1844، وربما يكون قد صنع واحدة في عام 1864، كتعزيز لأوتوماتون بناه في عام 1849.

### تشارلز بورسول
كان تشارلز بورسول مهندسًا تلغرافيًا فرنسيًا اقترح (لكنه لم يبني) أول تصميم لهاتف في عام 1854. كان ذلك في نفس الوقت الذي زعم فيه موتشي في وقت لاحق أنه قام بإنشاء أول محاولة له على الهاتف في إيطاليا.
أوضح بورسيول: «لنفترض أن الرجل يتحدث بالقرب من قرص متحرك مرن بما فيه الكفاية بحيث لا يفقد أيًا من اهتزازات الصوت؛ وأن هذا القرص يقوم بالتناوب عن طريق كسر وتيارات التيارات من البطارية: قد يكون لديك قرص آخر سينفذ في وقت واحد نفس الاهتزازات. . . . من المؤكد أنه في مستقبل بعيد أو أقل، سيتم نقل خطاب عن طريق الكهرباء. لقد أجريت تجارب في هذا الاتجاه؛ إنها دقيقة وتتطلب وقتًا وصبرًا، لكن التقديرات التي تم الحصول عليها تعد بنتيجة إيجابية».

### يوهان فيليب ريس
تم تطوير هاتف ريس من عام 1857 م. زُعم أن جهاز الإرسال كان صعب التشغيل، لأن الموقع النسبي للإبرة والاتصال كانا حاسمين لتشغيل الجهاز. وبالتالي، يمكن أن يطلق عليه «هاتف»، لأنه لم ينقل الأصوات الصوتية كهربائيًا عن بُعد، لكنه كان بالكاد عبارة عن هاتف عملي تجارياً بالمعنى الحديث.
قام توماس إديسون باختبار أجهزة ريس ووجد أن «الكلمات المنفردة، كما ورد في القراءة والتحدث وما شابه ذلك، كانت واضحة بشكل غير واضح، على الرغم من انحرافات الصوت أيضًا، ونماذج الاستجواب، والعجب، والأمر، وما إلى ذلك. التعبير.» 
في عام 1947، تم اختبار جهاز Reis من قبل الشركة البريطانية الهواتف والكابلات (STC). كما أكدت النتائج أنها يمكن أن تنقل وتستقبل الكلام بجودة جيدة (الإخلاص)، ولكن شدة منخفضة نسبيا. في ذلك الوقت، كانت شركة (STC) تقدم عرضًا للحصول على عقد مع شركة الهاتف والتلغراف الأمريكية لشركة ألكسندر جراهام بيل، وتمت تغطية النتائج من قبل رئيس مجلس إدارة شركة الاتصالات السعودية، السير فرانك جيل، للحفاظ على سمعة بيل. [بحاجة لمصدر]

### أنطونيو ميوتشي
اخترع أنطونيو ميوتشي جهاز اتصال صوتي مبكر في حوالي عام 1854، والذي أطلق عليه اسم telettrofono . في عام 1871، قدمت ميتوشى تحذيرًا في مكتب براءات الاختراع الأمريكي [بحاجة لمصدر] . يصف تحذيره اختراعه، لكنه لا يذكر الديافراغم، مغناطيس كهربائي، تحويل الصوت إلى موجات كهربائية، تحويل الموجات الكهربائية إلى صوت، أو غيرها من الميزات الأساسية للهاتف الكهرومغناطيسي.

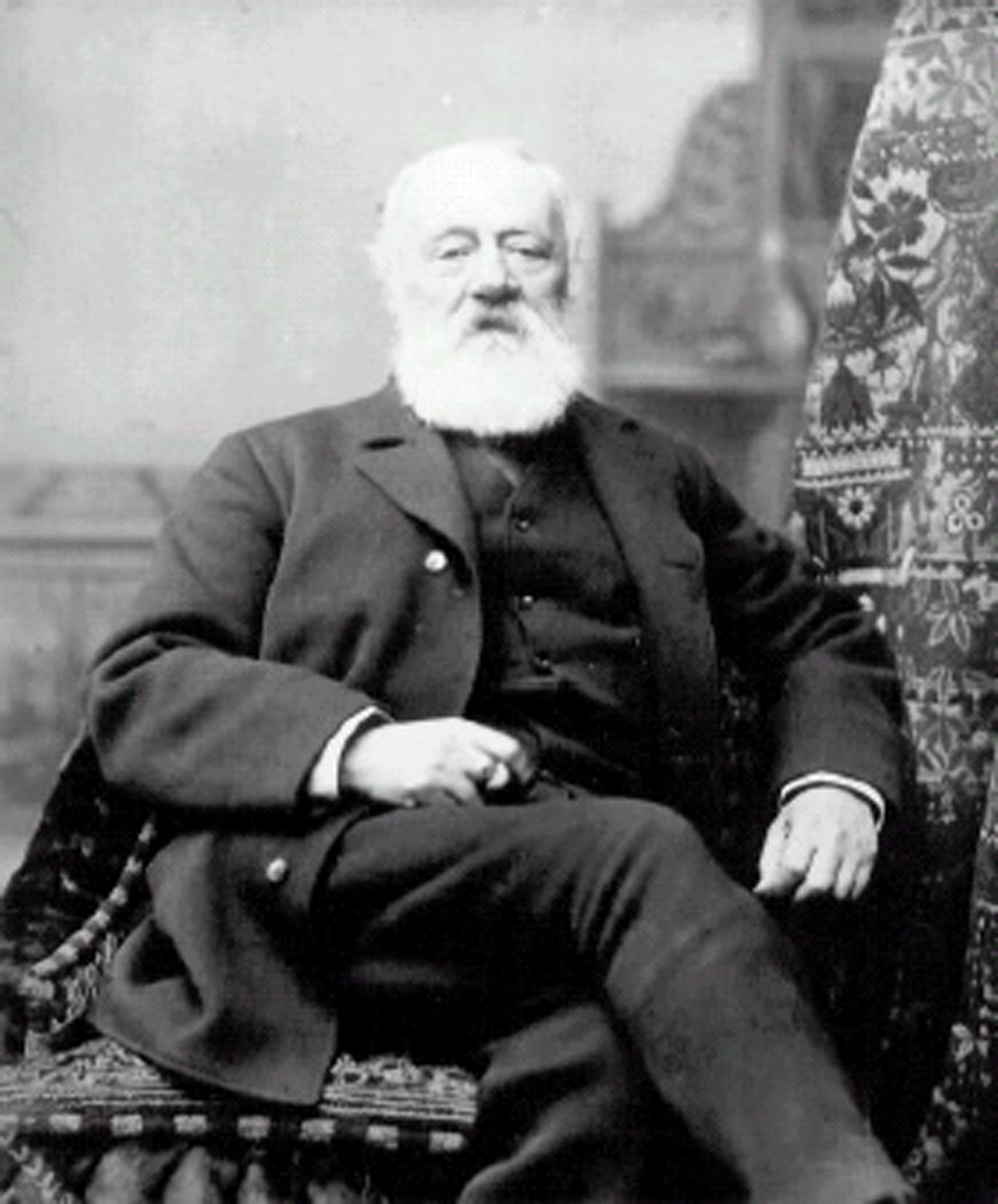
أنطونيو ميوتشي ، 1880

أول مظاهرة أمريكية لاختراع ميتوشى وقعت في جزيرة ستاتن، نيويورك في عام 1854 [بحاجة لمصدر] . في عام 1861، نُشر وصف لها في إحدى الصحف الصادرة باللغة الإيطالية في نيويورك، على الرغم من عدم وجود نسخة معروفة من هذا العدد من المقالات أو المقالات في الصحف حتى يومنا هذا [بحاجة لمصدر] . ادعى ميتوشى أنه اخترع جهاز إرسال واستقبال كهرومغناطيسيين مقترنين، حيث عمدت حركة الحجاب الحاجز إلى تعديل الإشارة في ملف عن طريق تحريك مغناطيس كهربائي، على الرغم من أن هذا لم يرد ذكره في تحذير براءة الاختراع الأمريكية لعام 1871 . كان هناك تعارض آخر لوحظ أن الجهاز الموصوف في تحذير عام 1871 كان يستخدم سلك توصيل واحد فقط، حيث يتم عزل مستقبلات جهاز إرسال الهاتف من مسار «عودة الأرض».
في الثمانينيات من القرن التاسع عشر، تم إقرار ميتوشى بالاختراع المبكر للتحميل الاستقرائي لأسلاك الهاتف لزيادة إشارات المسافات الطويلة [بحاجة لمصدر] . لسوء الحظ، نتج عن الحروق الخطيرة الناجمة عن حادث ونقص في اللغة الإنجليزية وضعف القدرات التجارية فشل موكي في تطوير اختراعاته تجاريًا في أمريكا. أظهر ميتوشى نوعًا من الأداة في عام 1849 في هافانا ، كوبا، ومع ذلك، فقد يكون هذا هو البديل لسلسلة الهاتف التي تستخدم الأسلاك. لقد تم إضافة ميتوشى إلى اختراع دارة مضادات جانبية.
أفادت التقارير أن أحد مختبرات American District Telegraph (ADT) قد فقد بعض نماذج عمل ميتوشى، وقيل إن زوجته تخلصت من الآخرين، واختار ميتوشى، الذي كان يعيش في بعض الأحيان بمساعدة عامة، عدم تجديد تحذير براءة اختراع teletrofono عام 1871 بعد عام 1874 [بحاجة لمصدر] .
صدر قرار من مجلس النواب الأمريكي في عام 2002 والذي قال إن ميتوشى قام بعمل رائد في تطوير الهاتف. قال القرار إنه «إذا كانت ميتوشى قد تمكنت من دفع رسوم 10 دولارات للحفاظ على التحذير بعد عام 1874، فلن يتم إصدار براءة اختراع لشركة بيل.»
تبع قرار ميتوشى الصادر عن الكونغرس الأمريكي على الفور اقتراحًا تشريعيًا من كندا صادر عن البرلمان الكندي السابع والثلاثين، والذي أعلن فيه ألكساندر جراهام بيل مخترع الهاتف. لم يوافق آخرون في كندا على قرار الكونغرس، الذي قدم بعضهم انتقادات لكل من دقته ونيته.

#### التسلسل الزمني لاختراع موكي
قام مدير عام متقاعد من معهد تليكوم إيطاليا لبحوث الاتصالات (CSELT)، وباسيليو كاتانيا،  والجمعية الإيطالية للتقنيات الكهروتقنية، "Federazione Italiana di Elettrotecnica"، بتخصيص متحف لأنطونيو ميوتشي، بناء التسلسل الزمني لاختراعه من الهاتف وتتبع تاريخ المحاكمات القانونية التي تنطوي على ميتوشى والكسندر غراهام بيل.
يزعمون أن ميتوشى كان المخترع الفعلي للهاتف، واستند في حجتهم على أدلة أعيد بناؤها. ما يلي، إن لم يذكر خلاف ذلك، هو ملخص لعملية إعادة البناء التاريخية.
- في عام 1834، شيد ميتوشى نوعًا من الهواتف الصوتية كوسيلة للتواصل بين المسرح وغرفة التحكم في مسرح "Teatro della Pergola" في فلورنسا. تم بناء هذا الهاتف على طراز هواتف الأنابيب على متن السفن ولا يزال يعمل.[13]
- في عام 1848، طورت ميتوشى طريقة شائعة لاستخدام الصدمات الكهربائية لعلاج الروماتيزم. اعتاد أن يعطي مرضاه موصلان مرتبطان بـ 60 بطارية من بطاريات بنسن وينتهي بفلين. كما احتفظ بموصلين مرتبطين بنفس بطاريات بونسن. كان يجلس في مختبره، بينما وضعت بطاريات بونسن في غرفة ثانية ومرضاه في غرفة ثالثة. في عام 1849 أثناء تقديم العلاج لمريض من خلال تفريغ كهربائي 114V ، سمع ميتوشى في مختبره صراخ المريض من خلال قطعة من الأسلاك النحاسية التي كانت بينهما، من الموصلات التي كان يحتفظ بها بالقرب من أذنه. كان حدسه أن «لسان» الأسلاك النحاسية كان يهتز تمامًا مثل ورقة المكشاف الكهربائي. وهو ما يعني أنه كان هناك تأثير كهرباء. من أجل مواصلة التجربة دون الإضرار بمريضه، غطى ميتوشى الأسلاك النحاسية بقطعة من الورق. من خلال هذا الجهاز سمع صوت الإنسان غير مفكك. ودعا هذا الجهاز "telegrafo parlante" (ليت. «الحديث التلغراف»).[14]
- على أساس هذا النموذج الأولي، عملت ميتوشى على أكثر من 30 نوعًا من أجهزة إرسال الصوت المستوحاة من نموذج التلغراف كما فعل رواد الهاتف الآخرون، مثل Charles Bourseul وPhilipp Reis و Innocenzo Manzetti وغيرها. ادعى ميتوشى فيما بعد أنه لم يفكر في نقل الصوت باستخدام مبدأ طريقة التلغراف «التلقيح»، لكنه بحث عن حل «مستمر» لا يقطع التيار الكهربائي.
- ادعى مويتشي في وقت لاحق أنه بنى أول هاتف كهرمغنطيسي، مصنوع من مغناطيس كهربائي مع نواة على شكل خفاش حدوة حصان، وهو حجاب حاجز من جلد الحيوان، متصلب بثاني كرومات البوتاسيوم ويحتفظ بقرص معدني عالق في المنتصف. تم استضافة الأداة في علبة كرتون أسطوانية.[15] قال إنه بنى هذا كوسيلة لتوصيل غرفة نومه في الطابق الثاني بمختبر الطابق السفلي، وبالتالي التواصل مع زوجته التي كانت غير صالحة.
- فصل ميتوشى اتجاهي الإرسال من أجل القضاء على ما يسمى «التأثير المحلي»، واعتماد ما يمكن أن نسميه اليوم الدائرة 4 الأسلاك. قام ببناء نظام اتصال بسيط مع مناور تلغرافي أقصر أداة الشخص المتصل، وأنتج في أداة الشخص المتصل سلسلة من النبضات (النقرات)، أكثر كثافة من تلك الخاصة بالمحادثة العادية. ولأنه كان يعلم أن أجهزته تتطلب نطاقًا أكبر من التلغراف، فقد وجد بعض الوسائل لتجنب ما يسمى «تأثير الجلد» من خلال المعالجة السطحية للموصل أو من خلال العمل على المادة (النحاس بدلاً من الحديد). لقد استخدم بنجاح ضفيرة نحاس معزول، وبالتالي توقع سلك الغزول الذي تستخدمه نيكولا تسلا في لفائف RF.
- في عام 1864، زعم ميتوشى فيما بعد أنه أدرك «أفضل جهاز» له، مستخدمًا غشاء حديدي بسمك مُحسَّن ومثبت بإحكام على امتداد حافته. تم وضع الصك في صندوق صابون للحلاقة، غطى غطاءه الحجاب الحاجز.
- في أغسطس من عام 1870، ادعى ميتوشى فيما بعد أنه حصل على نقل الصوت البشري المفصلي على مسافة ميل باستخدام موصل ضفيرة نحاسية معزولة بالقطن. ودعا جهازه "teletrofono". تُظهر الرسومات والملاحظات التي وضعها أنطونيو ميوتشي بتاريخ 27 سبتمبر 1870، لفائف من الأسلاك على خطوط الهاتف لمسافات طويلة.[16] اللوحة التي رسمها نيستور كورادي : نيستور كورادي في عام 1858 تذكر جملة «التيار الكهربائي من أنبوب الحث»

تم نشر المعلومات المذكورة أعلاه في ملحق Scientific American رقم 520 المؤرخ 19 ديسمبر 1876،  استنادًا إلى عمليات إعادة البناء التي تم إنتاجها في عام 1885، والتي لم يكن هناك دليل عصري عليها قبل عام 1875. لم يشر تحذير موكي في عام 1871 إلى أي من ميزات الهاتف التي أيدها له محاميه فيما بعد، والتي نشرت في ملحق Scientific American ، وهو سبب رئيسي لفقدان 'Bell v. قضية جلوب وموتشي "قضية محكمة التعدي على براءات الاختراع، والتي تم البت فيها ضد جلوب وموتشي. انظر Antonio Meucci - Patent caveat ، للاطلاع على النص المطبوع الكامل للتحذير الصادر عن براءة اختراع teletrofono لعام 1871.

### سيريل دوكيت
Cyrille Duquet invents the handset.

## أجهزة الإرسال والاستقبال الكهرومغناطيسي

### إليشا جراي
إليشا جراي، من هايلاند بارك ، إلينوي (بالقرب من شيكاغو) ابتكرت أيضًا تلغرافًا من هذا النوع في نفس الوقت تقريبًا مثل لا كور. في التلغراف غراي لهجة، عدة القصب الصلب تهتز ضبطها على ترددات مختلفة مقاطعة التيار، والتي في الطرف الآخر من الخط مرت عبر المغناطيسات الكهربائية والقصب الصلب ضبطها الاهتزاز مطابقة بالقرب من أقطاب المغناطيس الكهربائي. واستخدمت شركة Western Union Telegraph Company شركة «التلغراف التوافقي» الخاصة بشركة Gray باستخدام القصبات الاهتزازية. نظرًا لأنه يمكن إرسال أكثر من مجموعة واحدة من ترددات الاهتزاز - أي أكثر من نغمة موسيقية - عبر نفس السلك في وقت واحد، يمكن استخدام التلغراف التوافقي كـ «تلغراف متعدد» أو عدة طبقات من الرقائق، ينقل عدة رسائل عبر نفس السلك في نفس الوقت. يمكن قراءة كل رسالة بواسطة مشغل بواسطة الصوت أو من نغمات مختلفة يقرأها مشغلون مختلفون، أو يمكن عمل سجل دائم من خلال العلامات المرسومة على شريط من ورق السفر بواسطة مسجل Morse. في 27 تموز (يوليو) 1875، مُنح جراي براءة اختراع أمريكية 166,096 عن «التلغراف الكهربائي لنقل النغمات الموسيقية» (التوافقي)
في 14 فبراير، 1876، في مكتب براءات الاختراع الأمريكي، قدم محامي جراي تحذيراً براءة اختراع لهاتف في نفس اليوم الذي قدم فيه محامي بيل طلب براءة اختراع بيل للحصول على هاتف. كان جهاز إرسال المياه الموصوف في تحذير غراي مشابهاً بشكل لافت للنظر لجهاز الإرسال الهاتفي التجريبي الذي تم اختباره من قِبل بيل في 10 مارس 1876، وهي حقيقة أثارت تساؤلات حول ما إذا كان بيل (الذي كان يعرف غراي) مستوحى ا من تصميم غراي أو العكس. على الرغم من أن بيل لم يستخدم جهاز إرسال مياه جراي في الهواتف اللاحقة، إلا أن الأدلة تشير إلى أن محامي بيل ربما حصلوا على ميزة غير عادلة على جراي.

### ألكساندر جراهام بيل

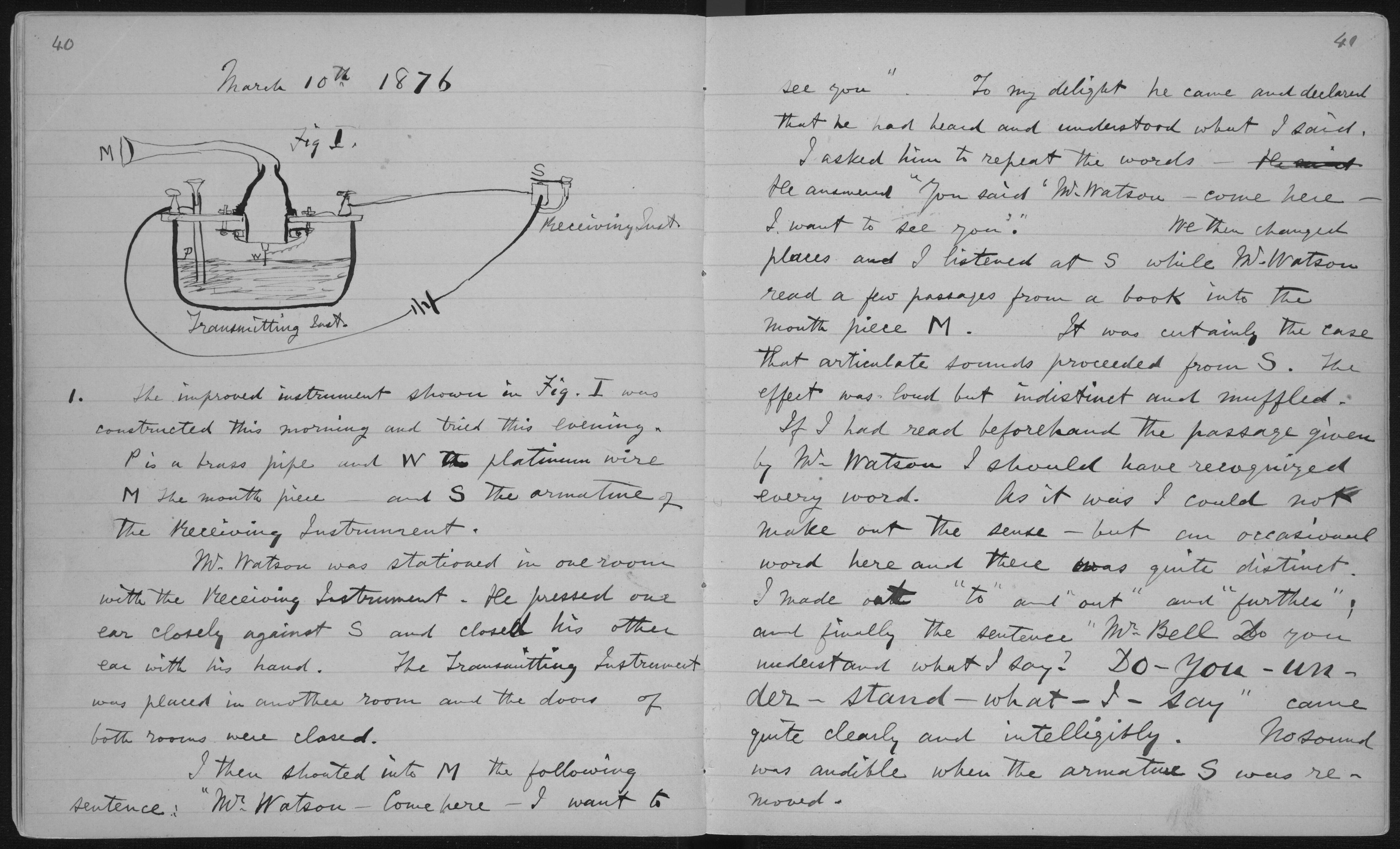
Bell's March 10، 1876، lab lab notebook entry يصف تجربته الناجحة الأولى بالهاتف

ألكساندر جراهام بيل كان رائدا لنظام يسمى خطاب مرئي، وضعه والده، لتعليم الأطفال الصم. في عام 1872 أسس بيل مدرسة في بوسطن لتدريب معلمي الصم. أصبحت المدرسة لاحقًا جزءًا من جامعة بوسطن، حيث عُين بيل أستاذًا في علم وظائف الأعضاء الصوتية عام 1873. أصبح مواطناً أمريكياً متطوعاً في عام 1882. لقد افتتن بيل لفترة طويلة بفكرة نقل الكلام، وبحلول عام 1875 توصل إلى جهاز استقبال بسيط يمكن أن يحول الكهرباء إلى صوت. وكان آخرون يعملون على نفس المنوال، بما في ذلك الإيطالي أنطونيو ميوتشي، وما زال النقاش يدور حول من يجب أن يُنسب إليه اختراع الهاتف. ومع ذلك، تم منح Bell براءة اختراع للهاتف في 7 مارس 1876 وتطورت بسرعة. في غضون عام تم إنشاء أول بورصة هاتفية في ولاية كونيتيكت، وأنشئت شركة بيل في 1877، مع بيل صاحب ثلث الأسهم، مما جعله سريعًا رجلًا ثريًا. في عام 1880، حصل Bell على جائزة Volta الفرنسية عن اختراعه وبالمال، أسس مختبر Volta في واشنطن، حيث واصل تجاربه في مجال الاتصالات، وفي البحوث الطبية، وفي تقنيات تدريس الكلام للصم، والعمل مع هيلين كيلر من بين أمور أخرى. في عام 1885 حصل على الأرض في نوفا سكوتيا وأنشأ منزلاً صيفيًا هناك حيث واصل التجارب، خاصة في مجال الطيران. في عام 1888، كانت بيل واحدة من الأعضاء المؤسسين للجمعية الجغرافية الوطنية، وشغل منصب رئيسها في الفترة من 1896 إلى 1904، مما ساعد أيضًا في تأسيس مجلتها. توفي بيل في 2 أغسطس 1922 في منزله في نوفا سكوتيا.
ألكساندر جراهام بيل هو مخترع أول هاتف عملي. القصة الكلاسيكية له قائلا «واتسون، تعال هنا! أريد أن أراك!» هو جزء معروف من تاريخ الهاتف. أظهر هذا أن الهاتف يعمل، لكنه كان هاتفًا قصير المدى. كان Bell أول من حصل على براءة اختراع، في عام 1876، عن «جهاز لنقل الأصوات الصوتية أو غيرها من الأصوات تلغرافيًا»، بعد تجربة العديد من أجهزة الإرسال والاستقبال الصوتية البدائية. كان بيل أيضًا رجل أعمال ذكيًا ومتفهمًا مع أصدقاء مؤثرين وأثرياء.
وبصفته أستاذًا لعلم وظائف الأعضاء الصوتي بجامعة بوسطن، كان بيل يشارك في تدريب المعلمين على فن تعليم الصم كيفية التحدث وتجربة مع ليون سكوت فونوتوجراف في تسجيل اهتزازات الكلام. يتكون هذا الجهاز أساسًا من غشاء رقيق يهتز به الصوت ويحمل قلمًا خفيف الوزن، يتتبع خطًا غير مموج على صفيحة من الزجاج المدخن. الخط عبارة عن تمثيل بياني لاهتزازات الغشاء وموجات الصوت في الهواء.
أعدت هذه الخلفية بيل للعمل مع موجات الصوت المنطوقة والكهرباء. بدأ تجاربه في 1873-1874 مع التلغراف التوافقي، يتبع أمثلة بورسول، ريس، وغراي. استخدمت تصميمات Bell العديد من أدوات القطع الحالية على أساس التكسير أثناء التشغيل والتي تحركها القصب الفولاذية الاهتزازية التي أرسلت التيار المتقطع إلى مغنطيس كهربائي مستقبِل بعيد تسبب في اهتزاز قصبة حديدية ثانية أو شوكة موالفة.
خلال تجربة قام بها بيل ومساعده توماس واتسون في 2 يونيو 1875، فشل جهاز استقبال في الاستجابة للتيار المتقطع الذي توفره البطارية الكهربائية. أخبر بيل واتسون، الذي كان في الطرف الآخر من الخط، أن ينتزع القصب، ظنًا أنه قد تمسك بقطب المغناطيس. امتثل واتسون، واستغرب بيل سمع قصب في نهايته من الخط يهتز وينبعث من نفس جرس قصبة التقطه، على الرغم من عدم وجود تيارات متقطعة متقطعة من داخل جهاز إرسال لجعله يهتز. سرعان ما أوضحت بعض التجارب الأخرى أن جهاز استقبال القصب قد تم ضبطه في حالة اهتزاز بسبب التيارات المغنطيسية الكهربائية الناتجة في الخط عن طريق حركة جهاز الاستقبال البعيد في منطقة المغناطيس. لا يتسبب تيار البطارية في الاهتزاز ولكنه ضروري فقط لتزويد المجال المغناطيسي الذي تهتز فيه القصب. علاوة على ذلك، عندما سمع بيل النغمات الغنية للقصبة المتقطعة، حدث له أنه نظرًا لأن الدائرة لم تنكسر أبدًا، فقد يتم تحويل كل الاهتزازات المعقدة للكلام إلى تيارات تموجية (مموجة)، والتي بدورها ستعيد إنتاج الجرس المعقد ، السعة ، وترددات الكلام على مسافة.
بعد اكتشاف Bell and Watson في 2 يونيو 1875، أن حركات القصب وحدها في مجال مغناطيسي يمكن أن تتكاثر وتكرار الموجات الصوتية المنطوقة ، فإن Bell مسبب بالتشبيه مع التصوير الصوتي الميكانيكي أن غشاء الجلد سينتج أصواتًا مثل الإنسان الأذن عند توصيله بقضيب حديد أو حديد أو مفصلات. في الأول من يوليو عام 1875، أصدر تعليمات إلى واتسون ببناء جهاز استقبال يتكون من غشاء ممدد أو طبلة من جلد goldbeater مع حديد من الحديد الممغنط مرتبط بوسطه ، وحر في الاهتزاز أمام قطب المغناطيس الكهربائي في الدائرة مع خط. تم بناء جهاز غشاء ثاني للاستخدام كجهاز إرسال. كان هذا الهاتف «المشنقة». بعد بضعة أيام ، تمت محاكمتهم معًا ، واحد في كل نهاية السطر ، والذي هرب من غرفة في منزل المخترع ، الواقع في 5 Exeter Place في بوسطن ، إلى القبو أسفلها. كان بيل ، في غرفة العمل ، يحمل صكًا في يديه ، بينما استمع واتسون في القبو إلى الآخر. تحدث بيل في صكه ، «هل تفهم ما أقول؟» وأجاب واتسون «نعم». ومع ذلك ، لم تكن أصوات الصوت متميزة وتميل حديد التسليح إلى التمسك بقطب المغناطيس الكهربائي وتمزيق الغشاء.
بسبب المرض والالتزامات الأخرى ، قام بيل بإجراء تحسينات أو تجارب هاتفية قليلة أو معدومة لمدة ثمانية أشهر حتى بعد نشر براءة الاختراع الأمريكية 174,465.

### نجاح بيل

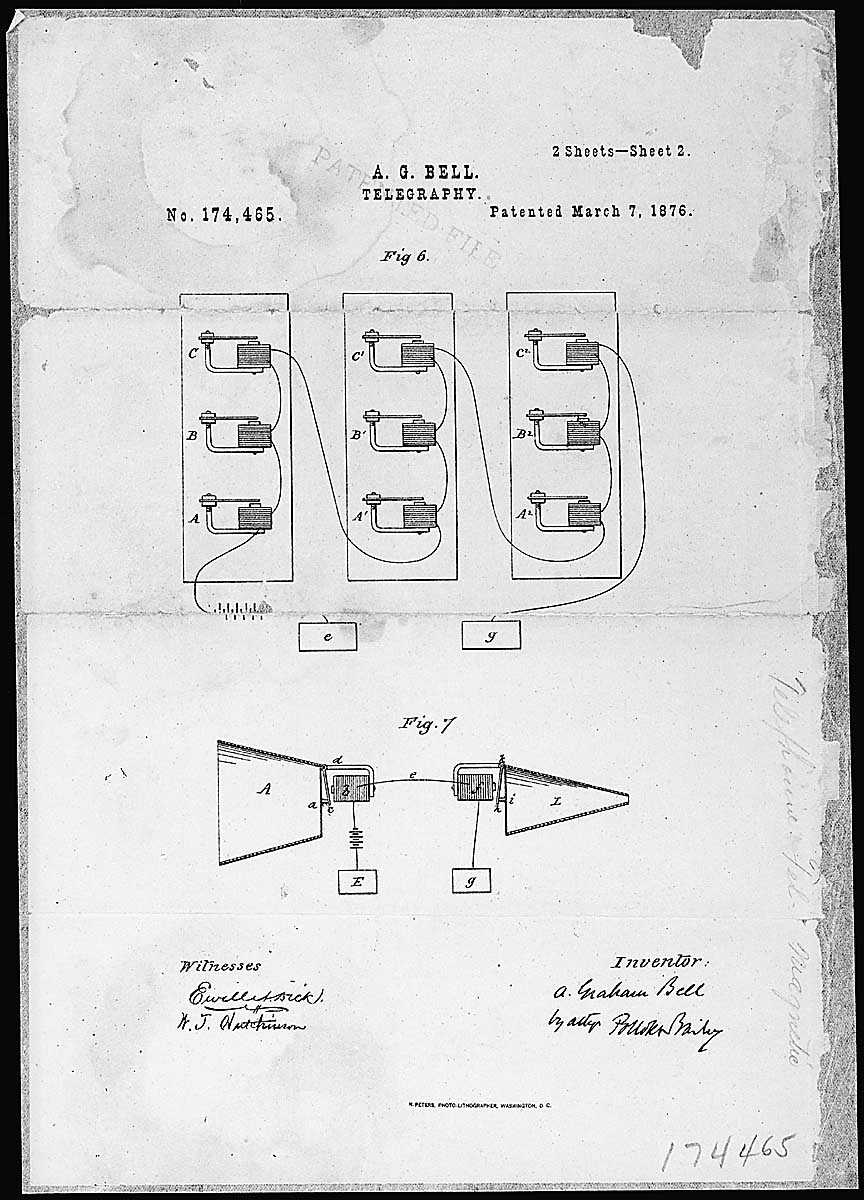
براءة اختراع ألكساندر جراهام بيل الرسم ، 7 مارس 1876

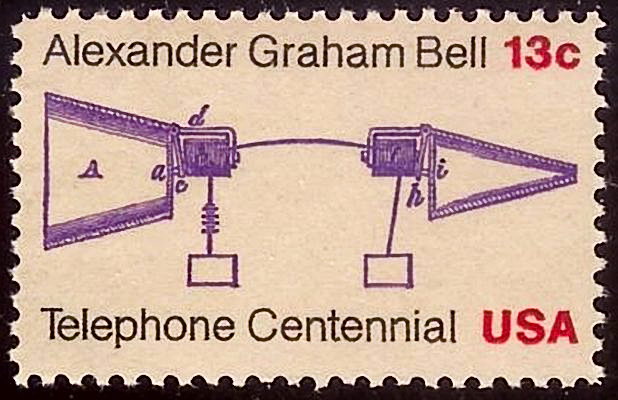
Bell's Prototype Telephone Centennial Issue of 1976

تم أول انتقال ناجح ثنائي الاتجاه للخطاب الواضح من قبل Bell and Watson في 10 مارس 1876، عندما تحدث Bell في الجهاز ، «Mr. Watson ، تعال إلى هنا ، أريد أن أراك». واجاب واطسون. قام بيل باختبار تصميم جهاز الإرسال السائل لـ Gray  في هذه التجربة ، ولكن بعد منح براءة Bell فقط وفقط كدليل على التجربة العلمية المفاهيمية  لإثبات رضاه عن أن «الكلام الواضح» الواضح (كلمات Bell) يمكن أن يكون تنتقل كهربائيا. نظرًا لأن جهاز الإرسال السائل لم يكن عمليًا بالنسبة للمنتجات التجارية ، فقد ركز «بيل» على تحسين الهاتف الكهرومغناطيسي بعد مارس 1876 ولم يستخدم مطلقًا جهاز إرسال «سائل» الخاص بـ Gray في المظاهرات العامة أو الاستخدام التجاري.
يتكون جهاز الإرسال الهاتفي (Bell) للهاتف (ميكروفون) من مغنطيس كهربائي مزدوج ، يحمل أمامه غشاء ممتد على حلقة ، قطعة مستطيلة من الحديد اللين المرسى حتى منتصفه. وجهت بوق على شكل قمع صوت الأصوات على الغشاء ، وعند اهتزازه ، تسبب «حديد التسليح» الناعم في الحديد في التيارات المقابلة في لفائف المغناطيس الكهربائي. هذه التيارات ، بعد اجتياز السلك ، تمر عبر جهاز الاستقبال الذي يتكون من مغناطيس كهربائي في معدن أنبوبي يمكن أن يكون لها نهاية واحدة مغلقة جزئيًا بواسطة قرص دائري رفيع من الحديد الطري. عندما يمر التيار المموج عبر لفائف هذه المغنطيس الكهربائي ، يهتز القرص ، مما يخلق موجات صوتية في الهواء.
تم تحسين هذا الهاتف البدائي بسرعة. تم استبدال المغناطيس الكهربي المزدوج بمغناطيس قضيب مغناطيسي وحيد دائم يحتوي على لفائف صغيرة أو بكرة من سلك رفيع تحيط بقطب واحد ، تم تثبيت قرص رفيع من حديده في أنبوب فم دائري. خدم القرص كغشاء مجتمعة وحديد التسليح. عند التحدث إلى الناطق بلسان الفم ، اهتزت الغشاء الحديدي بالصوت في الحقل المغناطيسي للقطب المغناطيسي ، مما تسبب في تيارات غير مموجة في الملف. هذه التيارات ، بعد السفر عبر الأسلاك إلى جهاز الاستقبال البعيد ، تم استلامها في جهاز مماثل. هذا براءة اختراع من قبل بيل في 30 يناير 1877. كانت الأصوات ضعيفة ولا يمكن سماعها إلا عندما تكون الأذن قريبة من سماعة الأذن / الناطقة بلسانها ، لكنها كانت مميزة.
تم إجراء أول مكالمة هاتفية طويلة المسافة في 10 أغسطس 1876، بواسطة Bell من منزل العائلة في برانتفورد ، أونتاريو، إلى مساعده في باريس ، أونتاريو ، على بعد حوالي 10 أميال (16   كم) على حدة. [بحاجة لمصدر]

#### المظاهرات العامة

##### المظاهرات العامة المبكرة لهاتف بيل
عرض بيل هاتفًا عاملاً في معرض سينتينيال في فيلادلفيا في يونيو 1876، حيث جذب انتباه الإمبراطور البرازيلي بيدرو الثاني بالإضافة إلى الفيزيائي والمهندس السير ويليام طومسون (الذي سيُعرف لاحقًا باسم البارون كلفن الأول). في أغسطس من عام 1876 في اجتماع للجمعية البريطانية لتقدم العلوم، كشف طومسون الهاتف للجمهور الأوروبي. في وصفه لزيارته لمعرض فيلادلفيا ، قال طومسون ، «سمعت [عبر الهاتف] مقاطع مأخوذة عشوائياً من صحف نيويورك: 'SS Cox وصل' (فشلت في إخراج SS Cox)؛ 'The City من نيويورك ،» السناتور مورتون"، "قرر مجلس الشيوخ طباعة ألف نسخة إضافية"، "الأمريكيون في لندن قرروا الاحتفال بقدوم الرابع من يوليو!«كل هذا سمعت أذني الخاصة تحدثت معي بتميز لا لبس فيه من خلال حديد التسليح الدائري الذي كان وقتها يدور حول مغناطيس كهربائي صغير مثل هذا الذي أمسك به في يدي.»

##### ثلاثة اختبارات كبيرة للهاتف
بعد بضعة أشهر فقط من تلقي براءة الاختراع الأمريكية رقم 174465 في بداية مارس 1876، أجرى بيل ثلاثة اختبارات مهمة لاختراعه الجديد وتكنولوجيا الهاتف بعد عودته إلى منزل والديه في ميلفيل هاوس (موقع بيل هومستيد التاريخي الوطني) للصيف.
في أول مكالمة تجريبية في 3 أغسطس ، 1876، تحدث معه عمّ ألكساندر جراهام ، البروفيسور ديفيد تشارلز بيل ، من مكتب تلغراف برانتفورد ، حيث قرأ خطوطًا من هاملت شكسبير (" أن تكون أو لا تكون". . . . "). المخترع الشاب المتمركزة في المتجر A. اليس اليس في المجتمع المجاورة تشارلستون،  تلقى وربما يكون قد نقل صوت عمه في الصعود إلى phonautogram ، أدلى رسم على جهاز تسجيل تشبه القلم الذي يمكن أن تنتج أشكال الموجات الصوتية مثل الطول الموجي على الزجاج المدخن أو غيرها من الوسائط عن طريق تتبع الاهتزازات الخاصة بهم.
في اليوم التالي في 4 أغسطس ، تم إجراء مكالمة أخرى بين مكتب تلغراف برانتفورد وميلفيل هاوس ، حيث تبادل حفل عشاء كبير «.... الكلام والتلاوات والأغاني والموسيقى الآلية». لجلب إشارات الهاتف إلى Melville House ، ألكساندر جراهام «اشترى» و «نظف» الإمداد الكامل لأسلاك المدخنة في برانتفورد. بمساعدة اثنين من جيران والديه ،  ألقى سلك المدخنة على بعد حوالي 400 متر (ربع ميل) على طول الجزء العلوي من السياج من منزل والديه إلى نقطة تقاطع على خط التلغراف إلى المجتمع المجاور من ماونت بليزانت ، الذي انضم إلى مكتب دومينيون تلغراف في برانتفورد ، أونتاريو.
الاختبار الثالث والأكثر أهمية هو أول مكالمة هاتفية حقيقية بعيدة المدى في العالم ، تم إجراؤها بين برانتفورد وباريس ، أونتاريو في 10 أغسطس 1876. من أجل هذه المسافة الطويلة ، قام ألكساندر جراهام بيل بإنشاء هاتف باستخدام خطوط التلغراف في متجر روبرت وايت للأحذية والأحذية في 90 جراند ريفر ستريت نورث في باريس عبر مكتب شركة دومينيون تلغراف في كولبورن ستريت. لم يكن خط التلغراف العادي بين باريس وبرانتفورد 13 عامًا   كم (8 أميال) طويلة ، ولكن تم تمديد الاتصال 93 أخرى   كم (58 ميلا) إلى تورونتو للسماح باستخدام بطارية في مكتب التلغراف.

 تم عرض تصميم هاتف لاحقًا للجمهور في 4 مايو 1877، في محاضرة ألقاها البروفيسور بيل في قاعة بوسطن للموسيقى . وفقًا لتقرير نقله جون مونرو في كتاب Heroes of the Telegraph : 

 بالذهاب إلى صندوق الهاتف الصغير بمرفقاته النحيلة ، سأل السيد بيل ببرود ، كما لو كان يخاطب شخصًا ما في غرفة مجاورة ، «السيد واتسون ، هل أنت مستعد!» السيد واطسون ، على بعد خمسة أميال في سومرفيل ، أجاب على الفور بالإيجاب ، وسرعان ما سمع صوت يغني «أمريكا». [. . . ] بالذهاب إلى أداة أخرى ، متصلة بسلك مع بروفيدنس ، بعد ثلاثة وأربعين ميلاً ، استمع السيد بيل لحظة ، وقال: «سيغنيور بريغنولي ، الذي يساعد في حفل موسيقي في قاعة بروفيدنس للموسيقى ، الآن يغني لنا.» في لحظة ، ارتفع صوت الإيقاع وسقط ، الصوت خافت ، ضاع في بعض الأحيان ، ثم مسموع مرة أخرى. في وقت لاحق ، سمعت منفردا كورنيت لعبت في سومرفيل بشكل واضح للغاية. بعد ذلك ، جاءت أغنية من ثلاثة أجزاء عبر السلك من Somerville ، وقال السيد Bell لجمهوره «سوف أغلق الأغنية من جزء من الغرفة إلى آخر حتى يتسنى للجميع سماعها». في محاضرة لاحقة في سالم ، ماساتشوستس، تم إنشاء اتصال مع بوسطن ، على بعد ثمانية عشر ميلًا ، والسيد واتسون في المكان الأخير غنوا «أولد لانج سين»، والنشيد الوطني ، و «هيل كولومبيا»، بينما انضم الجمهور في سالم في الجوقة. ' 

#### ملخص إنجازات بيل
فعل بيل للهاتف ما فعله هنري فورد للسيارات. على الرغم من أنها ليست أول من قام بتجربة الأجهزة الهاتفية ، إلا أن Bell والشركات التي تم تأسيسها باسمه كانت أول من قام بتطوير هواتف عملية تجارية يمكن من خلالها بناء أعمال ناجحة وتنميتها. اعتمد بيل أجهزة إرسال كربون مشابهة لأجهزة الإرسال الخاصة بـ Edison ، كما قام بتبديل مقاسم الهاتف والتبديل بين لوحات التوصيل المتقدمة للإبراق. اخترع واطسون وغيره من مهندسي بيل العديد من التحسينات الأخرى في مجال الاتصالات الهاتفية. نجح Bell حيث فشل الآخرون في تجميع نظام هاتف قابل للتطبيق تجاريًا. يمكن القول أن بيل اخترع صناعة الهاتف. تم تسمية أول انتقال صوتي واضح من بيل عبر سلك كهربائي باسم IEEE Milestone.

## أجهزة إرسال المقاومة المتغيرة

### ميكروفون المياه - إليشا غراي
أدرك إليشا غراي عدم الدقة في جهاز إرسال رايز وبورسول ومسببًا بقياس تلغراف العشيق ، أنه إذا كان من الممكن صنع التيار لتصميم حركات الحجاب الحاجز بشكل أوثق ، بدلاً من مجرد فتح وإغلاق الدائرة ، قد يتحقق المزيد من الإخلاص. قدم جراي تحذيراً ببراءات الاختراع إلى مكتب براءات الاختراع الأمريكي في 14 فبراير 1876، للحصول على ميكروفون سائل . استخدم الجهاز إبرة معدنية أو قضيبًا تم وضعه - بالكاد - في موصل سائل ، مثل خليط من الماء / الحمض. استجابةً لاهتزازات الحجاب الحاجز ، انخفض الإبرة أكثر أو أقل في السائل ، مما أدى إلى تغيير المقاومة الكهربائية وبالتالي مرور التيار عبر الجهاز وتوجيهه إلى جهاز الاستقبال. غراي لم يحول تحذيره إلى طلب براءة إلا بعد انتهاء صلاحية التحذير ومن ثم ترك المجال مفتوحًا لبيل.
عندما تقدّم غراي بطلب للحصول على براءة اختراع لجهاز الإرسال المتغير المقاومة للمقاومة ، قرر مكتب براءات الاختراع «بينما كان غراي بلا شك أول من قام بالاختبار والكشف عن اختراع (المقاومة المتغيرة)، كما حدث في تحذيره بتاريخ 14 فبراير 1876، فشله في اتخاذ أي إن الإجراء الذي يصل إلى الاكتمال إلى أن أثبت الآخرون أن فائدة الاختراع تحرمه من الحق في اعتباره».

### ميكروفون كربون - توماس إديسون ، إدوارد هيوز ، إميل برلينر
تم تطوير ميكروفون الكربون بشكل مستقل في حوالي عام 1878 بواسطة ديفيد إدوارد هيوز في إنجلترا وإميل برلينر وتوماس إديسون في الولايات المتحدة. على الرغم من أن إديسون حصل على أول براءة اختراع في منتصف عام 1877، فقد أظهر هيوز جهازه العملي أمام العديد من الشهود قبل بضع سنوات ، ويعزو إليه معظم المؤرخين باختراعه.
اتخذ توماس ألفا إديسون الخطوة التالية في تحسين الهاتف مع اختراعه في عام 1878 لـ «جهاز إرسال» الحبوب الكربونية (الميكروفون) الذي قدم إشارة صوتية قوية على دارة الإرسال التي جعلت من إجراء مكالمات بعيدة المسافة عملية. اكتشف إديسون أن حبيبات الكربون ، المحشورة بين لوحين معدنيين ، لها مقاومة كهربائية متغيرة مرتبطة بالضغط. وبالتالي ، يمكن للحبوب أن تتباين مقاومتها عندما تتحرك الصفائح استجابةً للموجات الصوتية ، وتعيد إنتاج الصوت بإخلاص جيد ، دون وجود إشارات ضعيفة مرتبطة بالمُرسِلات الكهرومغناطيسية.
تم تحسين الميكروفون الكربوني بشكل أكبر بواسطة إميل برلينر وفرانسيس بليك وديفيد إي هيوز وهنري هونينجس وأنتوني وايت . ظل الميكروفون الكربوني قياسيًا في المهاتفة حتى الثمانينيات ، وما زال يتم إنتاجه.

## تحسينات على الهاتف المبكر
الاختراعات الإضافية مثل جرس المكالمات ، وتبادل الهاتف المركزي، والبطارية الشائعة ، ونغمة الرنين، والتضخيم، وخطوط الجذع ، والهواتف اللاسلكية - في البداية لاسلكية ومن ثم محمولة بالكامل - جعلت الهاتف الجهاز المفيد والواسع النطاق الآن.

### التبادلات الهاتفية
كان تبادل الهاتف فكرة عن المهندس المجري تيفادار بوشكاش (1844-1893) في عام 1876، بينما كان يعمل مع توماس إديسون في تبادل التلغراف. كان بوشكاش يعمل على فكرته عن تبادل التلغراف الكهربائي عندما حصل ألكسندر غراهام بيل على أول براءة اختراع للهاتف. تسبب هذا في أن يلقي بوشكا نظرة جديدة على أعماله الخاصة وأنه يركز على إتقان تصميم لمبادلة هاتفية. ثم تواصل مع المخترع الأمريكي توماس إديسون الذي أحب التصميم. وفقًا لإديسون ، «كان تيفادار بوشكاش هو أول شخص يقترح فكرة تبادل الهاتف».

## الخلافات
تم التعرف على Bell على نطاق واسع على أنه «مخترع» الهاتف خارج إيطاليا ، حيث تم اعتبار ميتوشى مخترعه. في الولايات المتحدة ، هناك انعكاسات عديدة لبيل كرمز لأمريكا الشمالية لاختراع الهاتف ، وكانت المسألة لفترة طويلة غير مثيرة للجدل. في يونيو 2002، ومع ذلك، فإن نواب الولايات المتحدة النواب تمرير مشروع قانون رمزي الاعتراف بمساهمات من أنطونيو ميوتشي "في اختراع الهاتف" (وليس "لاختراع الهاتف")، ورمي هذه المسألة في بعض الجدل. بعد عشرة أيام ، قوبل البرلمان الكندي بحركة رمزية تمنح اعترافًا رسميًا باختراع الهاتف لبيل.
قدم كل من أبطال ميتوشى و Manzetti و Gray حكايات دقيقة إلى حد ما عن منافسة حيث سرق Bell بنشاط اختراع الهاتف من مخترعهم المحدد. في قرار الكونجرس لعام 2002، لوحظ بشكل غير دقيق أن بيل كان يعمل في مختبر تم تخزين مواد موتشي فيه ، وادعى أنه يجب أن يكون بيل قد تمكن من الوصول إلى تلك المواد. زعم مانزيتي أن بيل زاره وفحص جهازه عام 1865. ويُزعم أن بيل رشى فاحص براءات الاختراع ، Zenas Wilber ، ليس فقط في معالجة طلبه قبل غراي ، ولكن السماح بإلقاء نظرة على تصاميم منافسه قبل التقديم النهائي [بحاجة لمصدر] .
كانت المطالبة 4، إحدى المطالبات القيمة في U.S. Patent 174٬465 1876 U.S. Patent 174٬465 المطالبة 4، وهي طريقة لإنتاج تيار كهربائي متغير في دائرة من خلال تغيير المقاومة في الدائرة. لم تظهر هذه الميزة في أي من رسومات براءات بيل ، ولكنها ظهرت في رسومات إليشا غراي في التحذير الذي رفعه في نفس اليوم ، 14 فبراير 1876. تم إدراج وصف لميزة المقاومة المتغيرة ، التي تتكون من سبع جمل ، في تطبيق Bell. أن تم إدراجها لا خلاف. ولكن عندما تم إدراجها هي قضية مثيرة للجدل. شهد بيل أنه كتب الجمل التي تحتوي على ميزة المقاومة المتغيرة قبل 18 يناير 1876، «تقريبًا في اللحظة الأخيرة» قبل إرسال مسودة الطلب إلى محاميه. يجادل كتاب من قبل إيفنسون  أن الجمل السبع والادعاء 4 قد تم إدراجهما ، دون علم بيل ، قبل أن يتم تسليم طلب بيل مباشرة إلى مكتب براءات الاختراع من قبل أحد محامي بيل في 14 فبراير 1876.
على عكس القصة الشائعة ، تم نقل تحذير جراي إلى مكتب براءات الاختراع الأمريكي قبل ساعات قليلة من تطبيق بيل. تم نقل تحذير غراي إلى مكتب براءات الاختراع في صباح يوم 14 فبراير 1876، بعد وقت قصير من فتح مكتب براءات الاختراع وبقي بالقرب من قاع السلة حتى ذلك المساء. تم تقديم طلب Bell قبل وقت قصير من ظهر يوم 14 فبراير بواسطة محامي Bell الذي طلب إدخال رسوم الإيداع فورًا على وحدة الإيصالات النقدية وتم نقل طلب Bell إلى الممتحن فورًا. في وقت متأخر من بعد الظهر ، تم إدخال تحذير غراي على وحدة النقود ولم يتم نقله إلى الممتحن حتى اليوم التالي. حقيقة أن رسوم تسجيل بيل قد سجلت قبل غراي أدت إلى خرافة أن بيل قد وصل إلى مكتب براءات الاختراع في وقت سابق. كان بيل في بوسطن في 14 فبراير ولم يعرف أن هذا قد حدث حتى وقت لاحق. تخلى جراي في وقت لاحق عن تحذيره ولم يطعن في أولوية بيل. وفتح ذلك الباب أمام بيل للحصول على براءة الاختراع الأمريكية 174465 للهاتف في 7 مارس 1876.

## ذكرى للاختراع
في عام 1906، شكل مواطنو مدينة برانتفورد ، أونتاريو، كندا والمنطقة المحيطة بها جمعية بيل التذكارية لإحياء ذكرى اختراع الهاتف من قِبل ألكسندر غراهام بيل في يوليو 1874 في منزل والديه ، ميلفيل هاوس ، بالقرب من برانتفورد. كان تصميم والتر ألوارد اختيارًا بالإجماع من بين 10 طرازات مقدمة ، وفاز في المسابقة. كان من المفترض أن ينتهي النصب التذكاري في عام 1912، لكن اللورد لم يكمله إلا بعد خمس سنوات. قام الحاكم العام لكندا، فيكتور كافنديش ، دوق ديفونشاير التاسع ، بكشف النقاب عن الاحتفال في 24 أكتوبر 1917.
صمم ألوارد النصب الذي يرمز إلى قدرة الهاتف على التغلب على المسافات. تؤدي سلسلة من الخطوات إلى القسم الرئيسي حيث تظهر الشخصية المجازية العائمة للإلهام على شخصية ذكورية مستلقية تمثل الرجل ، واكتشاف قدرته على نقل الصوت عبر الفضاء ، ويشير أيضًا إلى ثلاثة أشكال عائمة ، رسل المعرفة ، والفرح ، ووضع الحزن في الطرف الآخر من اللوح. بالإضافة إلى ذلك ، هناك شخصيتان تم تثبيتهما على الركائز الجرانيتية التي تمثل الإنسانية متمركزة على يسار ويمين النصب التذكاري ، أحدهما يرسل والآخر يتلقى رسالة.
تم وصف عظمة Bell Telephone Memorial بأنها أفضل مثال على عمل Allward المبكر ، مما دفع النحات إلى الشهرة. تم استخدام النصب التذكاري نفسه كمحرك رئيسي للعديد من الأحداث المدنية ويظل جزءًا مهمًا من تاريخ برانتفورد ، مما يساعد على تصميم المدينة على أنها مدينة الهاتف.

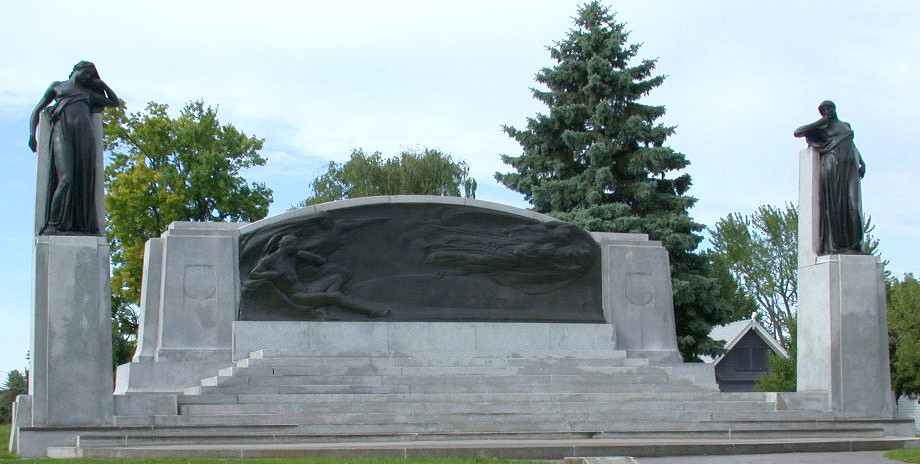
The Bell Telephone Memorial ، في ذكرى اختراع الهاتف من قبل ألكساندر جراهام بيل. تم تكريم هذا النصب ، المدفوع عن طريق الاكتتاب العام ونحته دبليو إس ألوارد ، من قبل الحاكم العام لكندا ، فيكتور كافنديش ، دوق ديفونشاير التاسع مع الدكتور بيل في حدائق ألكسندر جراهام بيل في مدينة الهاتف في عام 1917. يوجد على اللوح الرئيسي شخصيات تمثل الإنسان ، واكتشاف قدرته على نقل الصوت عبر الفضاء ، والإلهام الهامس للإنسان ، وقدرته على نقل الصوت عبر الفضاء ، وكذلك المعرفة والفرح والحزن. (بإذن من: Brantford Heritage Inventory ، مدينة Brantford ، أونتاريو ، كندا)

## روابط خارجية
- أبطال التلغراف لجون مونرو في مشروع غوتنبرغ
- تجارب ألكساندر بيل - شوكة الضبط وجهاز الإرسال السائل.
- الكنوز الأمريكية لمكتبة الكونجرس ، ألكساندر غراهام بيل - معمل الدفتر الأول ، الصفحات 40-41 (صورة 22)
- الملحق العلمي الأمريكي رقم 520، 19 ديسمبر 1885
- براءات الاختراع الهاتفية

### براءات الاختراع
- US 161739 Transmitter and Receiver for Electric Telegraphs (tuned steel reeds) by Alexander Graham Bell (April 6, 1875)
- US 174465 Telegraphy (Bell's first telephone patent) by Alexander Graham Bell (March 7, 1876)
- US 178399 Telephonic Telegraphic Receiver (vibrating reed) by Alexander Graham Bell (June 6, 1876)
- US 181553 Generating Electric Currents (magneto) by Alexander Graham Bell (August 29, 1876)
- US 186787 Electric Telegraphy (permanent magnet receiver) by Alexander Graham Bell (January 15, 1877)
- US 201488 Speaking Telephone (receiver designs) by Alexander Graham Bell (March 19, 1878)
- US 213090 Electric Speaking Telephone (frictional transmitter) by Alexander Graham Bell (March 11, 1879)
- US 220791 Telephone Circuit (twisted pairs of wire) by Alexander Graham Bell (October 21, 1879)
- US 228507 Electric Telephone Transmitter (hollow ball transmitter) by Alexander Graham Bell (June 8, 1880)
- US 230168 Circuit for Telephone by Alexander Graham Bell (July 20, 1880)
- US 238833 Electric Call-Bell by Alexander Graham Bell (March 15, 1881)
- US 241184 Telephonic Receiver (local battery circuit with coil) by Alexander Graham Bell (May 10, 1881)
- US 244426 Telephone Circuit (cable of twisted pairs) by Alexander Graham Bell (July 19, 1881)
- US 250126 حديث عبر الهاتف بقلم فرانسيس بليك (29 نوفمبر 1881)
- US 252576 Multiple Switch Board for Telephone Exchanges by Leroy Firman (Western Electric) (January 17, 1882)
- الولايات المتحدة 474230 تلغراف يتحدث (جهاز إرسال الجرافيت) بقلم توماس إديسون (ويسترن يونيون) 3 مايو 1892
- US 203016 Speaking Telephone (carbon button transmitter) by Thomas Edison
- US 222390 Carbon Telephone (carbon granules transmitter) by Thomas Edison
- US 485311 هاتف (جهاز إرسال كربون خلفي صلب) بقلم أنطوني وايت (مهندس بيل) في 1 نوفمبر 1892
- US 597062 Calling Device for Telephone Exchange (dial) by A. E. Keith (January 11, 1898)
- US 687499 مرسل عبر الهاتف (ميكروفون حبيبي «شمعدان» ميكروفون) بواسطة WW Dean (Kellogg Co.) 26 نوفمبر 1901
- الولايات المتحدة 815176 التبديل التلقائي موصل الهاتف (للهواتف الاتصال الهاتفي دوارة) بواسطة AE Keith و CJ إريكسون 13 مارس 1906